# 花鼓戏
花鼓戏为一种在中国南方分布广泛的戏曲剧种。

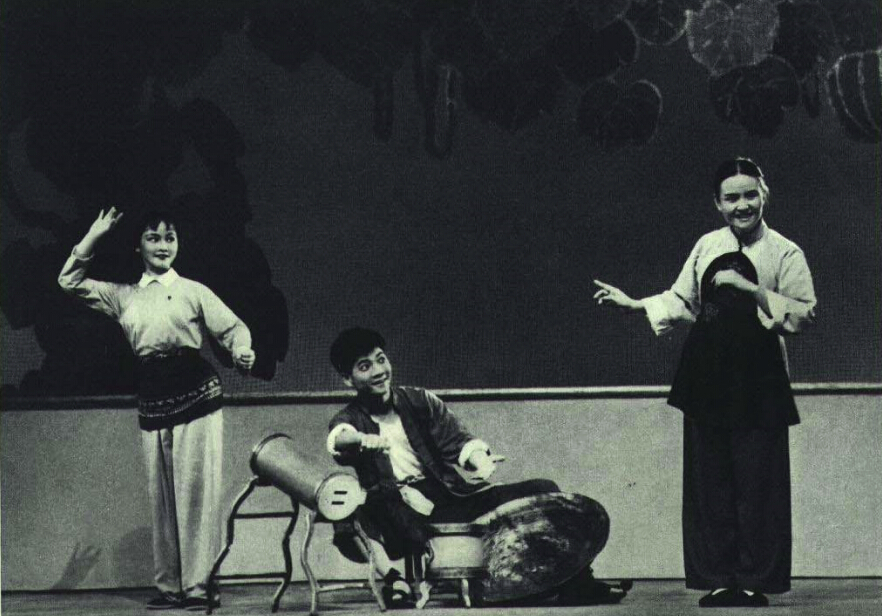
1966年花鼓戏《补锅》

花鼓戏是湖南、湖北、安徽、广东各地的花鼓戏、采茶戏、灯戏和杨花柳等剧种的统称，其曲调来源于民间小调如花腔、口子调、筒子腔、打锣腔、川调等等。长沙、衡阳、常德、零陵、荆州等地区都有不同特色的花鼓戏。

## 分类

### 河南
- 豫南花鼓（光山花鼓）

### 陕西
- 陕南花鼓戏

### 安徽
- 凤阳花鼓戏
- 皖南花鼓戏
- 淮北花鼓戏
- 皖南花鼓戏

### 湖北
- 东路花鼓戏
- 远安花鼓戏
- 襄阳花鼓戏
- 荆州花鼓戏
- 郧阳花鼓戏
- 随县花鼓戏
- 黄孝花鼓戏
- 天沔花鼓戏
- 阳新花鼓戏
- 黄梅采茶戏
- 梁山调
- 文曲戏
- 提琴戏
- 杨花柳
- 恩施灯戏
- 巴东堂戏

### 湖南
- 长沙花鼓戏
- 寧鄉花鼓戲
- 岳阳花鼓戏
- 常德花鼓戏
- 衡阳花鼓戏
- 邵阳花鼓戏
- 零陵花鼓戏

### 广东
- 乐昌花鼓戏

## 图库

### 长沙花鼓戏

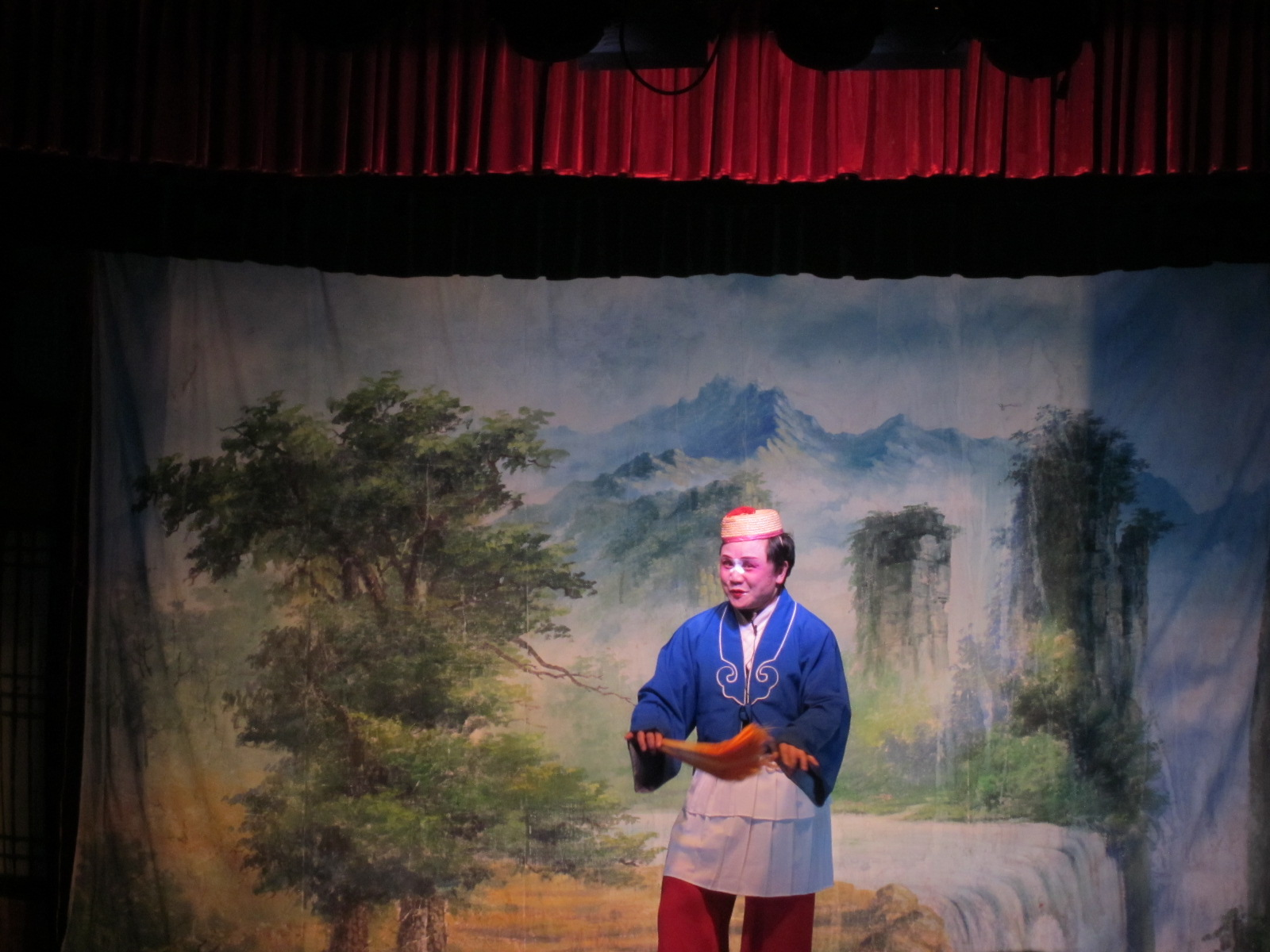
长沙花鼓戏中的丑角。
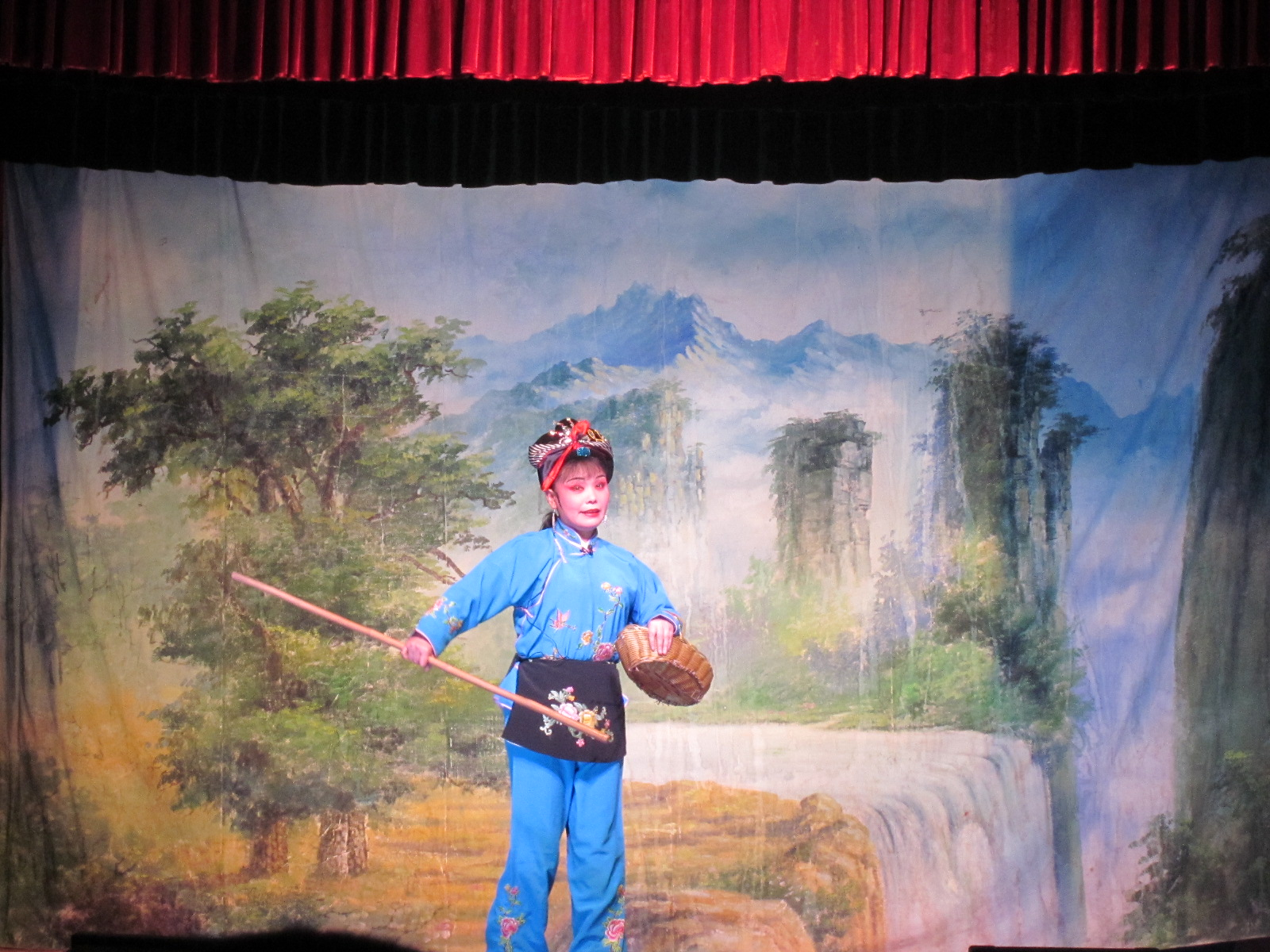
长沙花鼓戏中的花旦。
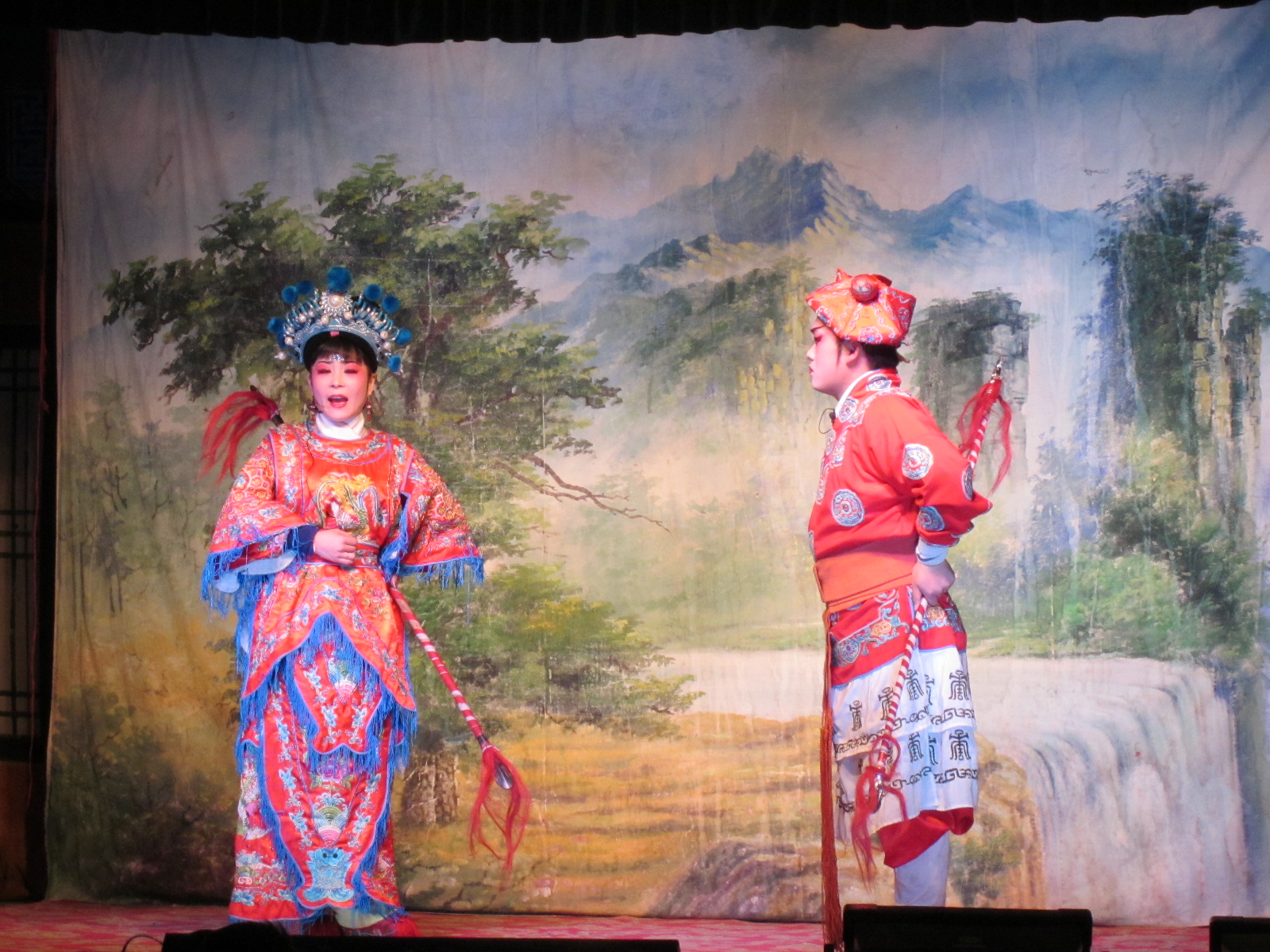
长沙花鼓戏。
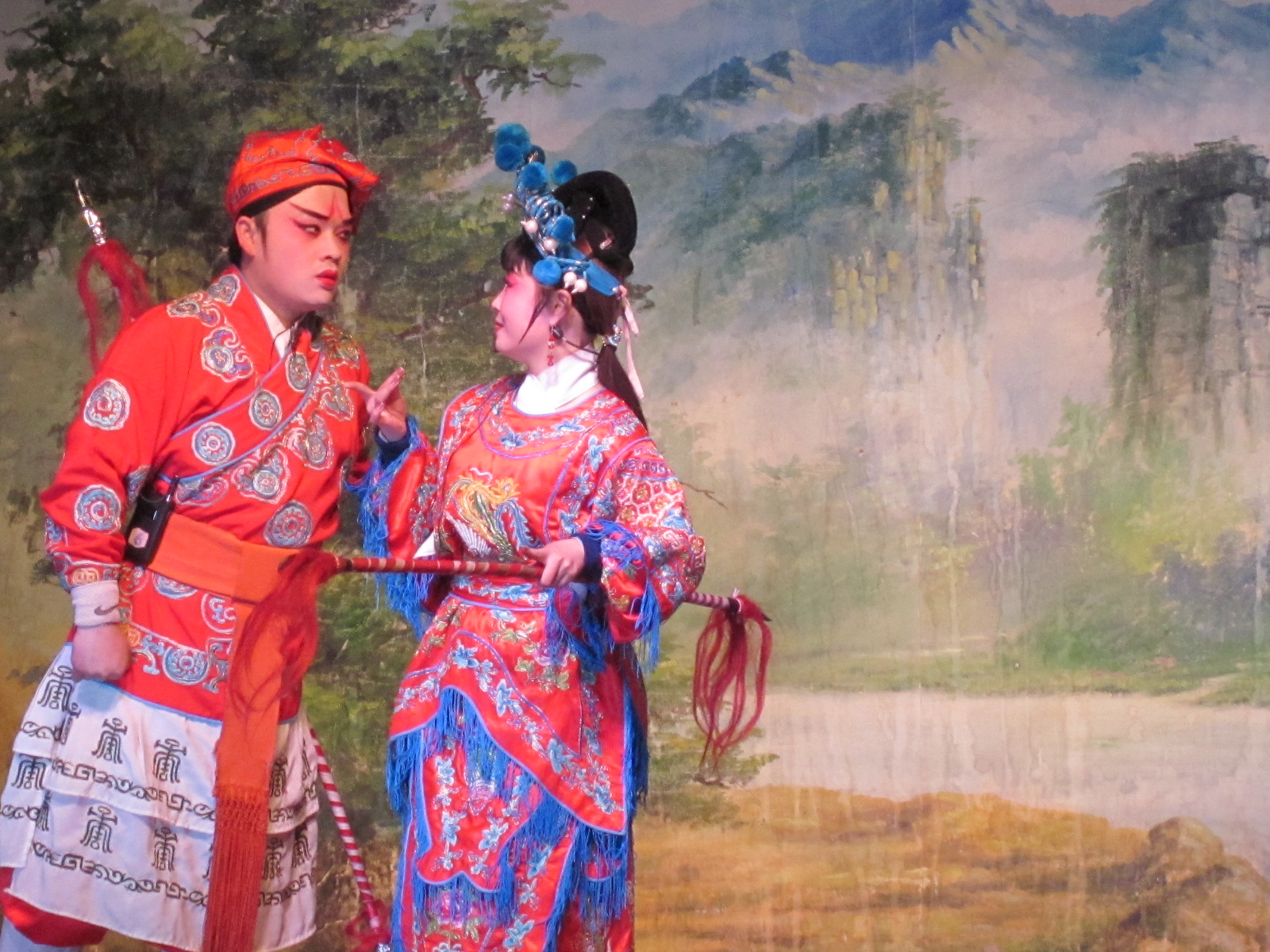
长沙花鼓戏。